# Sanilhac (Ardèche)
Sanilhac – miejscowość i gmina we Francji, w regionie Owernia-Rodan-Alpy, w departamencie Ardèche.
Według danych na rok 1990 gminę zamieszkiwały 343 osoby, a gęstość zaludnienia wynosiła 16 osób/km² (wśród 2880 gmin regionu Rodan-Alpy Sanilhac plasuje się na 1287. miejscu pod względem liczby ludności, natomiast pod względem powierzchni na miejscu 443.).

## Populacja

Populacja Sanilhac w latach 1962-2008